# Freestyleskiën op de Olympische Jeugdwinterspelen 2012 - Halfpipe mannen
De halfpipe voor de mannen tijdens de Olympische Jeugdwinterspelen 2012 vond plaats op 14 en 15 januari 2012. De Zwitser Kai Mahler won het goud.
Dertien skiërs uit dertien landen namen deel. In de kwalificatie moest één deelnemer afvallen.

## Uitslag

### Kwalificatie
| #  | Startnr. | Naam               | Land | 1e run | 2e run | Beste | Q/- |
| -- | -------- | ------------------ | ---- | ------ | ------ | ----- | --- |
| 1  | 9        | Beau-James Wells   | NZL  | 82,50  | 77,50  | 82,50 | Q   |
| 2  | 10       | Kai Mahler         | SUI  | 14,25  | 76,50  | 76,50 | Q   |
| 3  | 8        | Aaron Blunck       | USA  | 75,75  | 73,00  | 75,75 | Q   |
| 4  | 1        | Lauri Kivari       | FIN  | 75,50  | 49,00  | 75,50 | Q   |
| 5  | 7        | Aaron Mackay       | CAN  | 64,25  | 72,25  | 72,25 | Q   |
| 6  | 13       | Johan Berg         | NOR  | 70,00  | 30,75  | 70,00 | Q   |
| 7  | 3        | Cesar Fabre        | FRA  | 64,00  | 26,25  | 64,00 | Q   |
| 8  | 6        | Tyler Harding      | GBR  | 59,25  | 63,50  | 63,50 | Q   |
| 9  | 11       | Lucas Mangold      | GER  | 26,00  | 61,50  | 61,50 | Q   |
| 10 | 2        | Kim Kwang-jin      | KOR  | 52,50  | 58,50  | 58,50 | Q   |
| 11 | 5        | Daniel Walchhofer  | AUT  | 8,50   | 52,75  | 52,75 | Q   |
| 12 | 12       | Thomas Waddell     | AUS  | 14,50  | 47,75  | 47,75 | Q   |
| 13 | 4        | Ian Serra Carrillo | AND  | 19,50  | 40,50  | 40,50 |     |

### Finale
| #      | Startnr. | Naam              | Land | 1e run | 2e run | Beste |
| ------ | -------- | ----------------- | ---- | ------ | ------ | ----- |
| Goud   | 10       | Kai Mahler        | SUI  | 95,00  | 67,25  | 95,00 |
| Zilver | 1        | Lauri Kivari      | FIN  | 48,75  | 90,00  | 90,00 |
| Brons  | 8        | Aaron Blunck      | USA  | 64,25  | 87,50  | 87,50 |
| 4      | 9        | Beau-James Wells  | NZL  | 85,50  | 83,75  | 83,75 |
| 5      | 3        | Cesar Fabre       | FRA  | 74,75  | 79,25  | 79,25 |
| 6      | 7        | Aaron Mackay      | CAN  | 70,75  | 76,50  | 76,50 |
| 7      | 13       | Johan Berg        | NOR  | 66,75  | 71,75  | 71,75 |
| 8      | 2        | Kim Kwang-Jin     | KOR  | 67,75  | 61,75  | 67,75 |
| 9      | 5        | Daniel Walchhofer | AUT  | 57,25  | 66,25  | 66,25 |
| 10     | 6        | Tyler Harding     | GBR  | 62,75  | 31,25  | 62,75 |
| 11     | 12       | Thomas Waddell    | AUS  | 48,25  | 14,25  | 48,25 |
| 12     | 11       | Lucas Mangold     | GER  | 27,00  | 46,75  | 46,75 |